# Verbrecher aus der Wüste
Verbrecher aus der Wüste ist das dritte Soloalbum des deutsch-irakischen Rappers Kurdo. Es erschien am 19. Februar 2016 über das Label Almaz Musiq als Standard- und Premium Edition, sowie als limitierte Fanbox, welche neben dem Album noch eine Bonus-EP enthält.
Verbrecher aus der Wüste stieg auf Platz 2 der deutschen Album-Charts ein. Es konnte sich insgesamt vier Wochen in den Charts halten. Sowohl in Österreich als auch in der Schweiz belegte die Veröffentlichung Rang 4 der Hitparade.

## Titelliste
| #  | Titel                     | Gastbeiträge | Länge |
| -- | ------------------------- | ------------ | ----- |
| 1  | Intro                     |              | 2:46  |
| 2  | Verbrecher aus der Wüste  |              | 3:26  |
| 3  | Gewalt & Brecheisen       |              | 2:24  |
| 4  | Lächeln wie ein Dieb      |              | 2:55  |
| 5  | K.U.R.D.O                 |              | 2:53  |
| 6  | Ghetto Sha3bi             | Zifou        | 3:49  |
| 7  | Die üblichen Verdächtigen | KC Rebell    | 2:37  |
| 8  | Pelzkragen                |              | 2:32  |
| 9  | 9 mm                      |              | 2:20  |
| 10 | Uppercut Flow             | Payy         | 4:28  |
| 11 | Abu Dhabi Lifestyle       |              | 3:04  |
| 12 | Star                      |              | 3:07  |
| 13 | Sherazade                 | Massari      | 3:03  |
| 14 | Outro                     |              | 1:07  |

Bonussongs der Premium Edition:
| #  | Titel          | Gastbeiträge | Länge |
| -- | -------------- | ------------ | ----- |
| 15 | Im Café        | Ali Bumaye   | 3:14  |
| 16 | Nahostbanditen |              | 2:41  |
| 17 | Piraten        | Payy         | 3:20  |

Bonussongs der iTunes Version:
| #  | Titel       | Gastbeiträge | Länge |
| -- | ----------- | ------------ | ----- |
| 18 | Trendsetter |              | 2:43  |
| 19 | Xariji      |              | 2:35  |

Bonussongs der Bonus-EP:
| # | Titel                     | Gastbeiträge | Länge |
| - | ------------------------- | ------------ | ----- |
| 1 | 600 Tausend               |              | 2:50  |
| 2 | Halbmond (Remix by Abaz)  |              | 3:12  |
| 3 | Sherazade (Remix by Abaz) | Massari      | 3:18  |

## Rezeption
Die E-Zine Laut.de bewertete Verbrecher aus der Wüste mit zwei von möglichen fünf Punkten. Aus Sicht der Redakteurin Laura Sprenger verpuffe „das Gehörte nach 40 Minuten Spielzeit schneller […], als Kurdo ‚Shisharapper‘ sagen“ könne. Während auf dem Debütalbum Slum Dog Millionaer „vielleicht noch so etwas wie Leidenschaft“ herauszuhören gewesen sei, betone Kurdo „nun bei jeder Gelegenheit, Rap sei gleich Business, und präsentier[e] mit Vorliebe […] Statussymbole.“ Neben der „Inhaltsarmut“ wird auch der Vortrag des Rappers kritisiert. So spucke er „Wörter und Satzfetzen mit internationalem Einschlag achtlos-assoziativ und jenseits jedweder Grammatik“ hin. Zudem variiere Kurdo seinen Vortrag nicht. Die Produzenten liefern dagegen „mit schleppenden Drums, Trap-Basslines und orientalischem Einschlag solide Beats, die exakt den Erwartungen an dieses Album entsprechen.“ In den Lesercharts 2016 von Laut.de belegte Verbrecher aus der Wüste Platz 23 der „25 meistgehassten Alben des Jahres“.
Steffen Bauer von MZEE.com zieht in seiner Kritik das Fazit, dass man Kurdo keinen "Etikettenschwindel" vorwerfen könne, da das Album "bis auf die kurze Ausnahme zum Ende" genau das liefere was es verspreche, nämlich "klassischen Gangsterrap".  Den Autor überzeugt der Heidelberger damit allerdings leider nicht, da Kurdo "weder einen ausgeprägten Rapstyle noch das Talent, um mit Wörtern interessante Bilder zu erzeugen" besitze.